# Amici per sempre (album)
Amici per sempre è un album dei Pooh uscito nel 1996, anno del trentennale del gruppo. Alcuni dei brani presenti, in particolare Amici per sempre, La donna del mio amico (singolo) e Cercando di te (singolo), sono diventati molto famosi e spesso riproposti dagli stessi Pooh nei concerti.
La prima stampa del CD contiene una traccia ROM con contenuti interattivi ed una versione a cappella di Innamorati sempre, innamorati mai.

## Il disco
Il disco è stato pre-prodotto allo Studio Condulmer di Treviso tra gennaio e marzo 1996. 
È stato inciso in un periodo in cui i Pooh sembravano sul punto di sciogliersi, a causa di molteplici disaccordi riguardo ad alcune canzoni. Innamorati sempre, innamorati mai originariamente era stata scritta con un testo e un titolo diversi, Chissà se c'è un prato là dove sei adesso, dedicato alla memoria del padre di Stefano, da poco scomparso; gli altri componenti preferirono non trattare il tema della morte. 
Il silenzio della colomba era invece nata su una melodia diversa da quella in seguito realizzata: questa era composta da Dodi, che di conseguenza avrebbe anche voluto cantarla, ma si ritrovò in minoranza nel gruppo, che sosteneva che la canzone dovesse essere interpretata da Roby; per risolvere il conflitto, Dodi ritirò la propria base musicale e il tema della violenza sessuale venne totalmente riconcepito per sfociare appunto nel pezzo Il silenzio della colomba. 
La canzone Amici per sempre, scritta da Valerio Negrini, viene definita manifesto da Roby perché, nonostante tutto, nonostante i conflitti e le divergenze, si può essere amici per sempre.

## Tracce
Testi di Valerio Negrini, musiche di Roby Facchinetti; il tutto eccetto dove indicato.
1. Amici per sempre – 5:03 – Voci principali: Roby, Dodi, Red, Stefano
2. La donna del mio amico – 5:22 (testo: Stefano D'Orazio) – Voce principale: Roby
3. Fammi fermare il tempo – 5:19 (musica: Red Canzian) – Voce principale: Red
4. Diritto d'amare – 4:34 (musica: Dodi Battaglia) – Voce principale: Dodi
5. Innamorati sempre, innamorati mai – 4:40 (testo: Stefano D'Orazio) – Voce principali: Corale
6. Cercando di te – 4:45 (testo: Stefano D'Orazio – musica: Red Canzian) – Voce principale: Red
7. Danza a distanza – 4:52 (musica: Dodi Battaglia) – Voce principale: Dodi
8. Le donne mi hanno detto – 4:41 – Voce principale: Stefano
9. Il silenzio della colomba – 4:57 – Voce principale: Roby
10. C'è bisogno di un piccolo aiuto (dal Canone in re maggiore) – 6:00 (testo: Stefano D'Orazio – musica: Johann Pachelbel; arr.: Roby Facchinetti) – Voci principali: Stefano, Dodi, Red, Roby

Durata totale: 50:13

## Formazione
- Roby Facchinetti - voce, pianoforte, tastiera
- Dodi Battaglia - voce, chitarra
- Stefano D'Orazio - voce, batteria, percussioni
- Red Canzian - voce, basso

Altri musicisti
- Vincenzo Zitello - arpa celtica nel brano Diritto d'amare
- Elena Roggero e Francesca Oliveri - Direttrici del coro gospel nel brano C'è bisogno di un piccolo aiuto

## Classifiche

### Classifiche settimanali
| Classifica (1996) | Posizione massima |
| ----------------- | ----------------- |
| Europa            | 27                |
| Italia            | 3                 |

### Classifiche di fine anno
| Classifica (1996) | Posizione |
| ----------------- | --------- |
| Italia            | 34        |